# Elvia Rangel de la Fuente
Elvia Rangel de la Fuente (Ciudad Victoria, Tamaulipas, 29 de junio de 1927- 25 de febrero de 2023) fue una maestra y política mexicana, miembro del Partido Revolucionario Institucional (PRI). Fue diputada federal de 1967 a 1970.

## Biografía
Estudio la educación primaria en la escuela «Leona Vicario» de Ciudad Victoria y la secundaria en la Escuela Normal y Preparatoria del Estado, donde también cursó la educación normal y egresó como maestra. Cursó la especialidad de Psicología en la Escuela Normal Superior de México y la Maestría en el Colegio de Graduados de la Escuela Normal de Nuevo León.
Ejerció su carrera profesional como profesora de Educación Primaria y Secundaria, maestra en la Escuela Normal Superior de Tamaulipas, en la Especialidad de Psicología de los Adolescentes y en la Escuela Secundaria, Normal y Preparatoria del Estado, impartiendo las materias de: Psicología, Política Educativa y Estadística Aplicada a la Educación.
Fue directora del Centro Estatal de Educación Audiovisual de Tamaulipas y ejerció como coordinadora del Consejo Técnico en la Subsecretaria de Educación Básica de la Secretaría de Educación Pública. Fue asesora técnica en el Consejo Nacional Técnico de la Educación, e investigadora y asesora técnica en la Dirección de Seguridad y Emergencia Escolar del Distrito Federal.
Paralelamente tuvo una carrera política en el PRI, siendo regidora del Ayuntamiento del municipio de Victoria de 1958 a 1961, siendo presidente del mismo Carlos Canales Flores. En 1967 fue elegida diputada federal por el Distrito 4 de Tamaulipas a la XLVII Legislatura que concluyó en 1970. Fue senadora suplente por el estado de Tamaulipas de 1982 a 1988, siendo propietario Salvador Barragán Camacho.